# فولفغانغ ريتر
فولفغانغ ريتر (بالألمانية: Wolfgang Ritter)‏ هو أحيائي ألماني، ولد في 28 أكتوبر 1948.